# Heinrich Hollmann (Politiker, 1898)
Heinrich Hollmann (* 12. Mai 1898 in Delmenhorst; † 10. November 1965 in Bremen) war ein Bremer Politiker (Bremer Demokratische Volkspartei BDV, FDP) und Mitglied der Bremischen Bürgerschaft.

## Biografie
Hollmann war Weinhändler in Bremen.
Er war Mitglied der BDV. Da der Hollmann-Grabau-Gruppe die politische Ausrichtung der stark wirtschaftlich orientierten BDV missfiel, trat sie im Februar 1947 der FDP bei. Als 1951 die Hollmann-Grabau-Gruppe zur BDV zurückkehrte, gelang es in Bremen, dass die Liberalen sich in der FDP als gemeinsame Partei vereinigten.
Vom April 1946 bis 1947 war er Mitglied der ernannten und dann der ersten gewählten Bremischen Bürgerschaft und in Deputationen der Bürgerschaft tätig. Nachdem mehrere BDV-Abgeordnete zur FDP übergetreten waren, war er ab 13. Februar 1947 FDP-Fraktionsvorsitzender.